# Diocesi di Tirhan

Mappa con l'indicazione delle antiche località dell'Alta Mesopotamia e della Siria. A sud-est la regione di Tirhan.

La diocesi di Tirhan è un'antica sede della Chiesa d'Oriente, suffraganea della sede patriarcale di Seleucia-Ctesifonte, attestata dal VI al XIV secolo.

## Storia
Tirhan era un distretto della regione chiamata in siriaco Beth Aramaye. Si trovava a sud del Beth Garmai e comprendeva il triangolo di terra tra il Jabal Hamrin (conosciuto dai cristiani assiri come la "montagna di Uruk") e i fiumi Tigri e Diyala; il suo capoluogo era Gbiltha. La diocesi estendeva la sua giurisdizione su importanti città della media Mesopotamia, tra cui Awana, Gbiltha, Karka d'Piroz, Tagrit e Samarra, città quest'ultima che, secondo Fiey, era la sede dei vescovi di Tirhan.
Sono noti una lunga serie di vescovi nestoriani, almeno diciassette, dal VI al XIV secolo, alcuni dei quali divennero in seguito patriarchi della Chiesa d'Oriente oppure metropoliti di Nisibi e di Mosul. Il primo vescovo noto è Bar Nun, che prese parte e sottoscrisse gli atti del concilio convocato dal patriarca Aba I nel 544. L'ultimo vescovo conosciuto è Shemʿon, che partecipò alla consacrazione del patriarca Timoteo II nel 1318. La diocesi è menzionata fra le tredici diocesi suffraganee del patriarcato nella lista redatta da Elia di Damasco nell'893.
Nel distretto di Tirhan vi era anche un'importante comunità di cristiani giacobiti, con sede a Tagrit, dove risiedeva il mafriano giacobita. È attestato che un accordo tra il metropolita Cipriano di Nisibi e il mafriano Paolo di Tagrit permise la ricostruzione di una chiesa nestoriana a Tagrit in cambio della restituzione di una chiesa giacobita a Nisibi. Entrambe queste comunità cristiane scomparvero nel XIV secolo, probabilmente a causa delle incursioni e delle devastazioni operate da Tamerlano.

## Cronotassi dei vescovi
- Bar Nun † (menzionato nel 544)
- Abramo † (menzionato nel 585)
- Piroz † (menzionato nel 605)
- Sargis † (menzionato nel 676)
- Pethion † (prima del 728 - 731 eletto patriarca della Chiesa d'Oriente)
- Sliba-zkha † (prima del 753 - dopo il 757)
- Sliba-zkha † (menzionato nel 790)[3]
- Qayyoma † (dopo l'860 - prima dell'872 nominato metropolita di Nisibi)
- Yohannan † (prima dell'872 - ?)
- Elia † (prima del 1018/1019 - 1026 eletto patriarca della Chiesa d'Oriente)
- Gabriele bar Rakwa † (? - 1064 eletto metropolita di Mosul e Erbil)[4]
- Ormisda † (1064 - 1085 eletto metropolita di Mosul e Erbil)[4][5]
- ʿAbdishoʿ † (menzionato nel 1092)
- Narsai † (menzionato nel 1222)
- Ishoʿyahb † (menzionato nel 1257)
- Emmanuele † (menzionato nel 1265)
- Brikhishoʿ † (menzionato nel 1281)
- Shemʿon † (menzionato nel 1318)